# Romeyer
« Romeyer » redirige ici. Pour les autres significations, voir Romeyer (homonymie).
Romeyer ([ʁomɛje]) est une commune française située dans le département de la Drôme, en région Auvergne-Rhône-Alpes.
Ses habitants sont dénommés les Romeyais et les Romeyaises.

## Géographie

### Localisation
Romeyer est située à 5 km au nord-est de Die (chef-lieu du canton). La commune est rattachée à la communauté de communes du Diois.

### Relief et géologie
La commune héberge deux sites particuliers :
- les contreforts de la montagne du Glandasse (2 045 m)[1].
- la vallée de Meyrosse[1].

#### Sites géologiques remarquables
La « plate-forme urgonienne de la montagne de Glandasse » est un site géologique remarquable de 1 970,37 hectares qui se trouve sur les communes de Châtillon-en-Diois (aux lieux-dits Montagne du Glandasse et Le Pestel), Die, Laval-d'Aix, Romeyer, Treschenu-Creyers et Chichilianne. En 2014, elle est classée « trois étoiles » à l'« Inventaire du patrimoine géologique ».

### Hydrographie
La commune héberge la source du Rays.

### Climat
Pour des articles plus généraux, voir Climat d'Auvergne-Rhône-Alpes et Climat de la Drôme.
En 2010, le climat de la commune est de type climat des marges montargnardes, selon une étude du Centre national de la recherche scientifique s'appuyant sur une série de données couvrant la période 1971-2000. En 2020, Météo-France publie une typologie des climats de la France métropolitaine dans laquelle la commune est exposée à un climat de montagne ou de marges de montagne et est dans la région climatique  Alpes du sud, caractérisée par une pluviométrie annuelle de 850 à 1 000 mm, minimale en été. 
Pour la période 1971-2000, la température annuelle moyenne est de 11,3 °C, avec une amplitude thermique annuelle de 17,5 °C. Le cumul annuel moyen de précipitations est de 1 052 mm, avec 9,4 jours de précipitations en janvier et 5,7 jours en juillet. Pour la période 1991-2020, la température moyenne annuelle observée sur la station météorologique de Météo-France la plus proche, « Die », sur la commune de Die à 4 km à vol d'oiseau, est de 11,9 °C et le cumul annuel moyen de précipitations est de 939,1 mm,. Pour l'avenir, les paramètres climatiques de la commune estimés pour 2050 selon différents scénarios d'émission de gaz à effet de serre sont consultables sur un site dédié publié par Météo-France en novembre 2022.

### Voies de communication et transports
La route départementale 742 (RD742) permet de relier le territoire de Romeyer à celui de Die, siège de la communauté de communes du Diois.

## Urbanisme

### Typologie
Au 1er janvier 2024, Romeyer est catégorisée commune rurale à habitat dispersé, selon la nouvelle grille communale de densité à 7 niveaux définie par l'Insee en 2022.
Elle est située hors unité urbaine. Par ailleurs la commune fait partie de l'aire d'attraction de Die, dont elle est une commune de la couronne,. Cette aire, qui regroupe 27 communes, est catégorisée dans les aires de moins de 50 000 habitants,.

### Occupation des sols
L'occupation des sols de la commune, telle qu'elle ressort de la base de données européenne d’occupation biophysique des sols Corine Land Cover (CLC), est marquée par l'importance des forêts et milieux semi-naturels (94,3 % en 2018), une proportion identique à celle de 1990 (94,3 %). La répartition détaillée en 2018 est la suivante : 
forêts (76,8 %), milieux à végétation arbustive et/ou herbacée (14,4 %), zones agricoles hétérogènes (5,7 %), espaces ouverts, sans ou avec peu de végétation (3,1 %). L'évolution de l’occupation des sols de la commune et de ses infrastructures peut être observée sur les différentes représentations cartographiques du territoire : la carte de Cassini (XVIIIe siècle), la carte d'état-major (1820-1866) et les cartes ou photos aériennes de l'IGN pour la période actuelle (1950 à aujourd'hui).

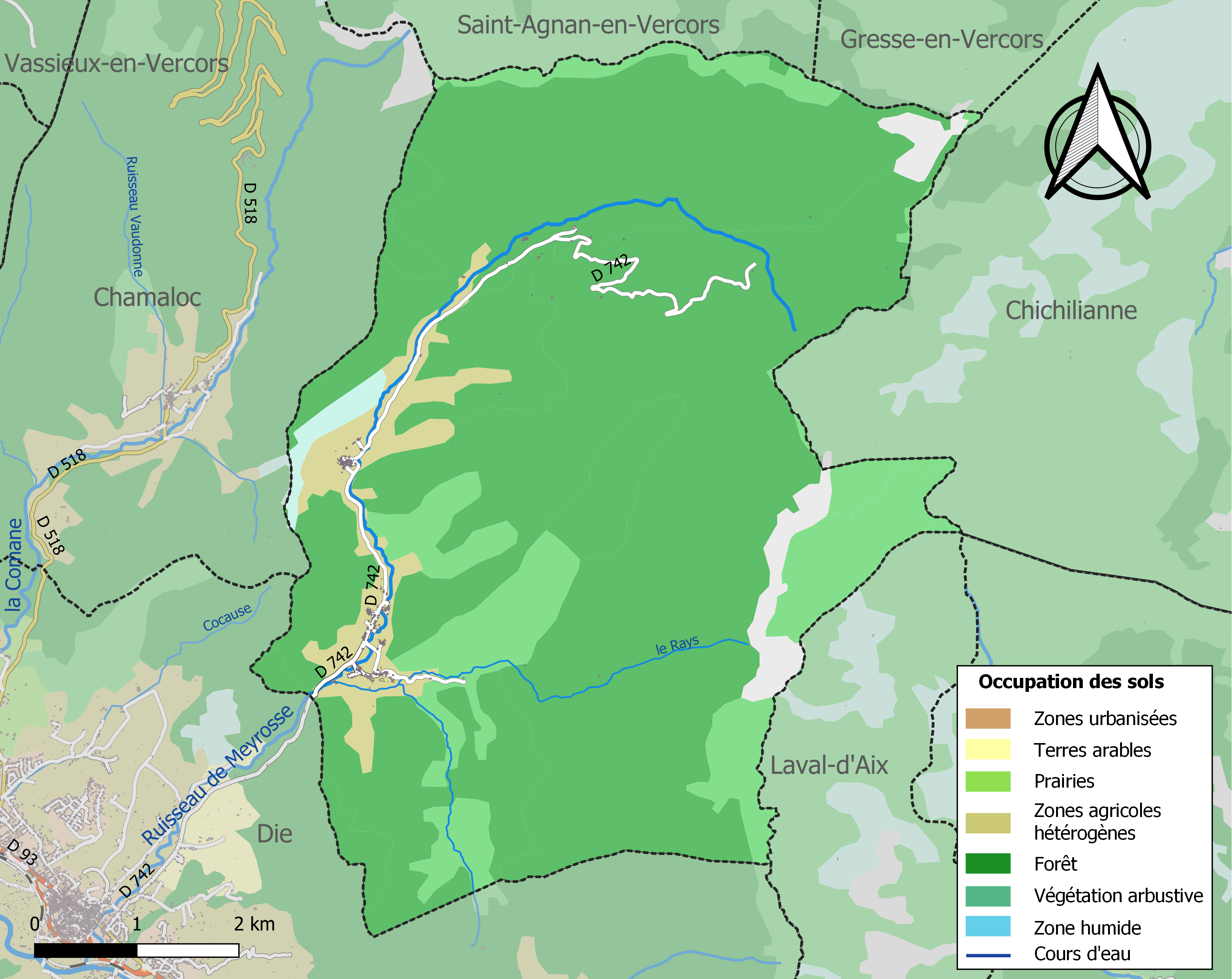
Carte des infrastructures et de l'occupation des sols de la commune en 2018 (CLC).

### Morphologie urbaine
Commune éparpillée en hameaux.

#### Hameaux et lieux-dits
- Les Aliments est un quartier attesté en 1891. Il était dénommé les Alimans en 1607 (parcellaire)[14].

## Toponymie

### Attestations
Dictionnaire topographique du département de la Drôme :
- 1178 : Romeier (cartulaire de Die, 9).
- 1200 : Romeer (cartulaire de Die, 60).
- 1218 : Romearium (cartulaire de Die, 76).
- 1231 : vallis Romearii (Gall. christ., XVI, 205).
- XIVe siècle : mention du prieuré : prioratus de Romeario (pouillé de Die).
- 1509 : mention de l'église Notre-Dame de Lorette : ecclesia Beate Marie Roymerii (visites épiscopales).
- 1544 : Roumeyer (Mém. des frères Gay).
- 1576 : mention du prieuré : prioratus Romearii (rôle de décimes).
- 1891 : Romeyer, commune du canton de Die.

## Histoire
Pour un article plus général, voir Histoire de la Drôme.

### Antiquité: les Gallo-romains
Une voie romaine passait par le défilé du Pas de Chabrinel.

### Du Moyen Âge à la Révolution
La seigneurie : au point de vue féodal, la seigneurie de Romeyer était une terre de l'église épiscopale de Die (dont la possession fut confirmée par les empereurs germaniques en 1178).

Elle fut adjugée au chapitre de cette église dans le partage des biens de cette dernière. Elle est restée en sa possession jusqu'à la Révolution.
Avant la Révolution française, pour permettre aux familles pauvres de glaner les grains tombés au sol lors des moissons, il était interdit aux bergers de mener leurs troupeaux dans les chaumes huit à quinze jours après le ramassage des gerbes.
Avant 1790, Romeyer était une communauté de l'élection de Montélimar, de la subdélégation de Crest et du bailliage de Die.

Elle formait une paroisse du diocèse de Die dont l'église, dédiée à Notre-Dame de Lorette, devint au XIVe siècle celle d'un prieuré de l'ordre de Saint-Ruf. Les dîmes appartenaient, trois quarts au chapitre de Die et le reste au prieur de Saint-Marcel de la même ville.

### De la Révolution à nos jours
En 1790, la commune est comprise dans le canton de Saint-Julien-en-Quint. La réorganisation de l'an VIII (1799-1800) la place dans le canton de Die.

## Politique et administration

### Liste des maires
| Période                                                                      | Période                      | Identité                                 | Étiquette        | Qualité                |
| ---------------------------------------------------------------------------- | ---------------------------- | ---------------------------------------- | ---------------- | ---------------------- |
| Les données manquantes sont à compléter. : de la Révolution au Second Empire |                              |                                          |                  |                        |
| 1790                                                                         | 1871                         | ?                                        |                  |                        |
| Les données manquantes sont à compléter. : depuis la fin du Second Empire    |                              |                                          |                  |                        |
| 1871                                                                         |                              | ?                                        |                  |                        |
| 1874                                                                         |                              | ?                                        |                  |                        |
| 1878                                                                         |                              | ?                                        |                  |                        |
| 1884                                                                         |                              | ?                                        |                  |                        |
| 1888                                                                         |                              | ?                                        |                  |                        |
| 1892                                                                         |                              | ?                                        |                  |                        |
| 1896                                                                         |                              | ?                                        |                  |                        |
| 1900                                                                         |                              | ?                                        |                  |                        |
| 1904                                                                         |                              | ?                                        |                  |                        |
| 1908                                                                         |                              | ?                                        |                  |                        |
| 1912                                                                         |                              | ?                                        |                  |                        |
| 1919                                                                         |                              | ?                                        |                  |                        |
| 1925                                                                         |                              | ?                                        |                  |                        |
| 1929                                                                         |                              | ?                                        |                  |                        |
| 1935                                                                         |                              | ?                                        |                  |                        |
| 1945                                                                         |                              | ?                                        |                  |                        |
| 1947                                                                         |                              | ?                                        |                  |                        |
| 1953                                                                         |                              | ?                                        |                  |                        |
| 1959                                                                         |                              | ?                                        |                  |                        |
| 1965                                                                         |                              | ?                                        |                  |                        |
| 1971                                                                         |                              | ?                                        |                  |                        |
| 1977                                                                         |                              | ?                                        |                  |                        |
| 1983                                                                         |                              | ?                                        |                  |                        |
| 1989                                                                         |                              | ?                                        |                  |                        |
| 1995                                                                         |                              | ?                                        |                  |                        |
| 2001                                                                         | 2008                         | Isabelle Didier-Bouillanne               |                  |                        |
| 2008                                                                         | 2014                         | Raymond Biglia                           | (sans étiquette) | agriculteur (retraité) |
| 2014                                                                         | 2020                         | Raymond Biglia                           |                  | maire sortant          |
| 2020                                                                         | En cours (au 9 février 2021) | Anne-Line Guironnet[source insuffisante] |                  |                        |

## Population et société

### Démographie
L'évolution du nombre d'habitants est connue à travers les recensements de la population effectués dans la commune depuis 1793. Pour les communes de moins de 10 000 habitants, une enquête de recensement portant sur toute la population est réalisée tous les cinq ans, les populations de référence des années intermédiaires étant quant à elles estimées par interpolation ou extrapolation. Pour la commune, le premier recensement exhaustif entrant dans le cadre du nouveau dispositif a été réalisé en 2006.

En 2022, la commune comptait 231 habitants, en évolution de +16,67 % par rapport à 2016 (Drôme : +2,64 %, France hors Mayotte : +2,11 %).
| 1793 | 1800 | 1806 | 1821 | 1831 | 1836 | 1841 | 1846 | 1851 |
| ---- | ---- | ---- | ---- | ---- | ---- | ---- | ---- | ---- |
| 368  | 286  | 411  | 457  | 436  | 442  | 446  | 467  | 468  |

| 1856 | 1861 | 1866 | 1872 | 1876 | 1881 | 1886 | 1891 | 1896 |
| ---- | ---- | ---- | ---- | ---- | ---- | ---- | ---- | ---- |
| 412  | 432  | 434  | 401  | 419  | 394  | 373  | 377  | 370  |

| 1901 | 1906 | 1911 | 1921 | 1926 | 1931 | 1936 | 1946 | 1954 |
| ---- | ---- | ---- | ---- | ---- | ---- | ---- | ---- | ---- |
| 347  | 321  | 289  | 275  | 254  | 235  | 211  | 233  | 211  |

| 1962 | 1968 | 1975 | 1982 | 1990 | 1999 | 2006 | 2011 | 2016 |
| ---- | ---- | ---- | ---- | ---- | ---- | ---- | ---- | ---- |
| 156  | 150  | 129  | 113  | 114  | 154  | 201  | 213  | 198  |

| 2021 | 2022 | - | - | - | - | - | - | - |
| ---- | ---- | - | - | - | - | - | - | - |
| 216  | 231  | - | - | - | - | - | - | - |

### Enseignement
La commune relève de l'académie de Grenoble.

### Manifestations culturelles et festivités
- Fête : le dimanche de Pâques[1].

### Loisirs
- Randonnées, dont celle de l'itinéraire du col des Bachassons (1661 m)[1].
- Pêche et chasse[1].

### Médias
Le territoire de la commune se situe dans l'aire de diffusion de plusieurs médias :
- Presse écrite
  - Le Dauphiné libéré, quotidien régional qui consacre, chaque jour, y compris le dimanche, dans son édition de « La vallée de la Drôme » un ou plusieurs articles à l'actualité du canton et de la commune, ainsi que des informations sur les éventuelles manifestations locales, les travaux routiers, et autres événements divers à caractère local.
  - L'Agriculture Drômoise, journal d'informations agricoles et rurales, couvre l'ensemble du département de la Drôme.
  - Drôme Hebdo (ancien Peuple Libre), hebdomadaire chrétien d'informations.
  - Journal du Diois et de la Drôme.
- Presse audio-visuelle
  - France Bleu est une radio publique diffusée sur son territoire.

### Cultes
L'église et la communauté catholique de Romeyer sont rattachées à la paroisse Saint-Marcel en Diois, laquele couvre 37 communes et dépend du Diocèse de Valence.

## Économie

### Agriculture
En 1992 : pâturages (ovins), bois.

## Culture locale et patrimoine

### Lieux et monuments
- Vestiges du château dominant le passage de l'ancienne voie de Die à Grenoble par les hauts plateaux du Vercors[réf. nécessaire].
- Vieilles maisons et vieilles fermes[1].
- Église Notre-Dame-de-l'Assomption de Romeyer[1].
- Chapelle du XVIIIe siècle[1].

### Patrimoine naturel
- Grottes[1].
- Eaux minérales[1].
- Géodes cristallines[1].

La commune est située dans le Parc naturel régional du Vercors.

### Héraldique, logotype et devise
|  | Romeyer possède des armoiries dont l'origine et le blasonnement exact ne sont pas disponibles. |